# Giovanni Ribisi
Antonino Giovanni Ribisi (Los Angeles, 17 de Dezembro de 1974) é um Ator norte-americano que tem uma irmã gêmea, Marissa Ribisi.

## Biografia
Ribisi começou sua carreira com participações especiais em alguns seriados de TV, como Anos Incríveis e "My Two Dads". Mais tarde conseguiu duas importantes participações, uma em Arquivo X e outra em Friends, como Frank Jr., o irmão de Phoebe Buffay.
Ribisi casou-se uma vez, com Mariah O'Brien (18 de março de 1997 a 3 de novembro de 2001). A união gerou uma filha, Lucia (nascida em dezembro de 1997).
Participou do clipe Crystal Ball da banda Keane.

## Filmografia
- 2015 - Ted 2
- 2014 - Selma

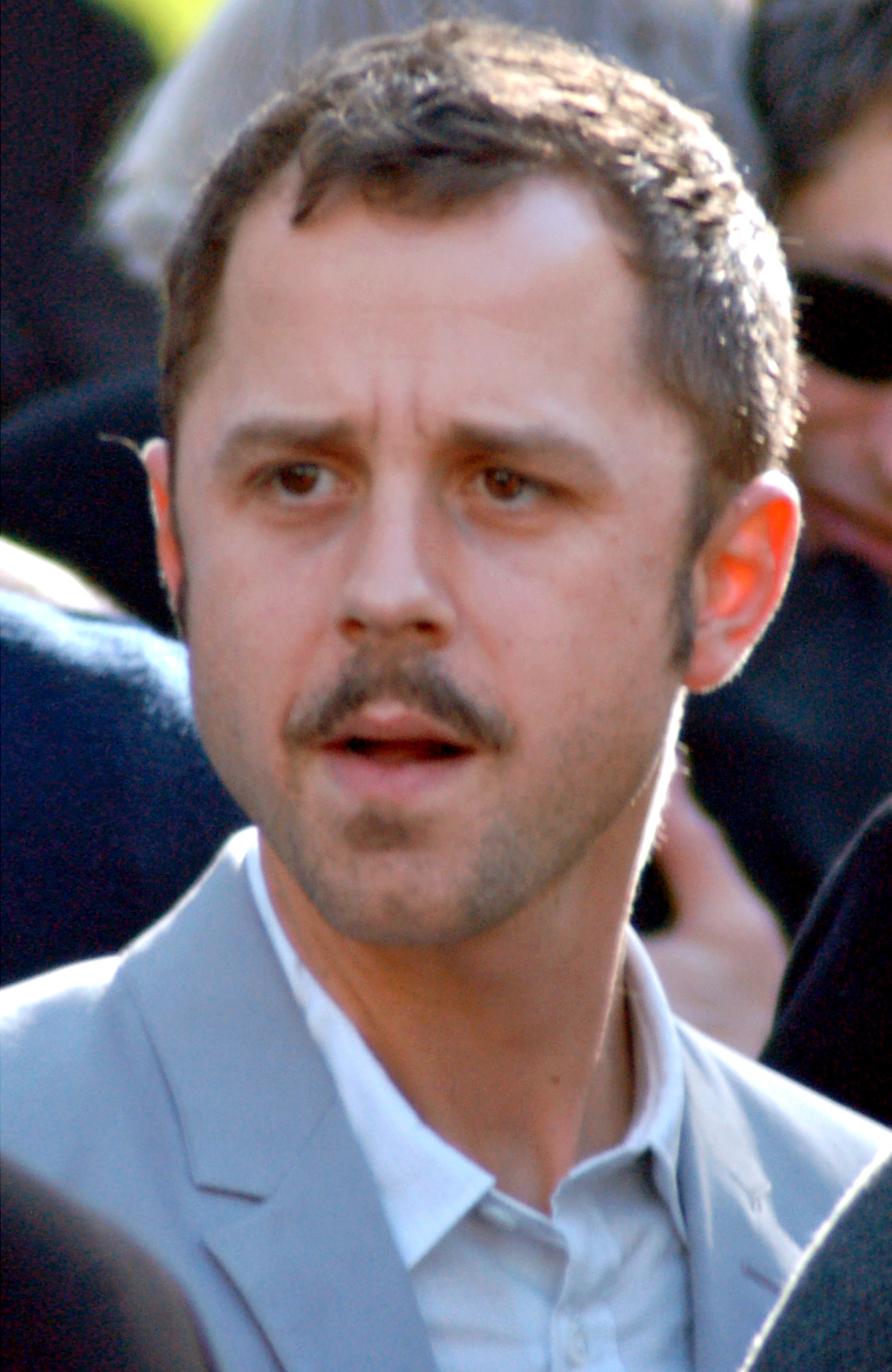
2009

- 2014 - A Million Ways to Die in the West
- 2013 - Gangster Squad
- 2012 - Ted
- 2012 - Columbus Circle
- 2012 - Contrabando (Contraband)
- 2011 - O Diário de um Jornalista Bêbado (The Rum Diary)
- 2010 - Middle Men (Intermediário.com)
- 2009 - Avatar
- 2009 - Inimigos Públicos (Public Enemies)
- 2007 - Gardener of Eden
- 2007 - A Estranha Perfeita (Perfect Stranger)
- 2006 - The Dead Girl
- 2006 - The Dog Problem
- 2006 - 10th & Wolf
- 2006 - Lightfield's home videos
- 2005 - Quem é Morto Sempre Aparece (The Big White)
- 2004 - O Voo da Fênix (The Flight of the Phoenix)
- 2004 - Capitão Sky e o Mundo de Amanhã (Sky captain and the world of tomorrow)
- 2004 - Love's brother
- 2003 - Violação de Conduta (Basic)
- 2003 - I love your work
- 2003 - Encontros e Desencontros (Lost in translation)
- 2003 - Cold mountain (Cold mountain)
- 2003 - Masked & anonymous
- 2002 - Paraíso (Heaven)
- 2001 - War letters (TV)
- 2001 - According to Spencer
- 2001 - Um Tiro no Coração (Shot in the heart) (TV)
- 2000 - O Dom da Premonição (The Gift)
- 2000 - 60 Segundos (Gone in Sixty Seconds)
- 2000 - O Primeiro Milhão (Boiler room)
- 1999 - Fúria Urbana (It's the rage)
- 1999 - Mod Squad - O filme (The Mod Squad)
- 1999 - Simples como amar (The Other Sister)
- 1998 - Correndo com Tesouras (Running with Scissors (filme))
- 1998 - O Resgate do Soldado Ryan (Saving Private Ryan)
- 1998 - Phoenix - A última cartada (Phoenix)
- 1998 - Alptraum im airport
- 1998 - Essas Garotas (Some Girls (filme))
- 1998 - Scotch and milk
- 1997 - O Mensageiro (The Postman)
- 1997 - First love, last rites
- 1997 - A Estrada Perdida (Lost highway)
- 1996 - The Grave
- 1996 - SubUrbia (SubUrbia)
- 1996 - The Wonders - O sonho não acabou (That thing you do!)
- 1995 - Friends (Frank Buffay Jr.). (TV)
- 1995 - The Outpost
- 1995 - Aqruivo X - O Raio da Morte (episódio da terceira temporada da série)
- 1993 - Vitória a qualquer preço (Positively true adventures of the alleged Texas cheerleader-murdering mom, The) (TV)
- 1990 - Blossom (TV)
- 1988 - Promessa de um milagre (Promised a miracle) (TV)

## Prêmios
- Recebeu uma indicação ao Independent Spirit Awards, na categoria de Melhor Ator Coadjuvante, por sua atuação em "O Dom da Premonição" (2000)[1]